# Monacon simplex
Monacon simplex är en stekelart som beskrevs av Boucek 1980. Monacon simplex ingår i släktet Monacon och familjen gropglanssteklar.
Artens utbredningsområde är Papua Nya Guinea. Inga underarter finns listade i Catalogue of Life.